# Łaźnia turecka
Łaźnia turecka (fr. Le Bain turc) – obraz olejny Jeana-Auguste’a-Dominique’a Ingresa namalowany w 1862. Przedstawia on grupę nagich kobiet z haremu. Erotyczna tematyka dzieła nie wywołała – w odróżnieniu od powstałego rok później Śniadania na trawie – skandalu, gdyż obraz przez dłuższy czas pozostawał w kolekcjach prywatnych.

## Powstanie i tematyka dzieła
Przy pracy nad Łaźnią turecką Ingres nie malował modeli, lecz powtórzył szereg postaci i motywów ze swoich wcześniejszych obrazów przedstawiających postacie odalisek i kąpiących się kobiet. Centralna postać kompozycji jest dokładnie skopiowaną postacią z obrazu Kąpiąca się. Również odaliska z podniesionymi w górę rękami umieszczona na pierwszym planie jest kopią szkicu wykonanego przez Ingresa w 1818 i przedstawiającego jego żonę Madeleine Chapelle.
Kobiety przedstawione na obrazie tworzą zwartą kompozycję, jednak każda z nich jest zarazem indywidualnym studium aktu kobiecego. Wszystkie bohaterki obrazu są nagie, niektóre noszą wykonane ze złota ozdoby, jedna z kobiet na pierwszym planie, odwrócona tyłem, trzyma lutnię. Indywidualność każdego z aktów podkreśla fakt, że – poza parą obejmujących się odalisek na pierwszym planie – kobiety nawet nie patrzą na siebie.
Obraz należy do grupy dzieł Ingresa inspirowanych kulturą i sztuką orientalną, podobnie jak szereg innych namalowanych przez niego przedstawień odalisek. Malarz nigdy nie był jednak w krajach Maghrebu ani krajach Wschodu, więc jego wiedza na temat Orientu pochodziła wyłącznie z poznawanych dzieł literackich i wspomnień. Łaźnia turecka jest przykładem wykorzystania orientalnego motywu jako pretekstu do namalowania grupy nagich kobiet w erotycznych pozach. Tezę tę potwierdza niewielka liczba czysto „wschodnich” elementów obrazu, jak biżuteria noszona przez bohaterki obrazu.

## Dalsze losy obrazu
Po namalowaniu obrazu Ingres sprzedał go jednemu z krewnych cesarza francuskiego Napoleona III, który zwrócił go po zaledwie kilku dniach, gdy jego żona zarzuciła obrazowi nieobyczajność. W 1865 dzieło nabył były turecki dyplomata Chalil Bej, kolekcjonujący dzieła o tematyce erotycznej. Na początku XX wieku grupa mecenasów sztuki pragnęła doprowadzić do włączenia obrazu do kolekcji Luwru, jednak rada muzeum dwukrotnie odmówiła. Ostatecznie obraz znalazł się w tym muzeum w 1911, dzięki wykupieniu go przez Towarzystwo Przyjaciół Luwru.